# Mosken
```

```

Mosken est une île de l'archipel des Lofoten, en Norvège.

## Géographie

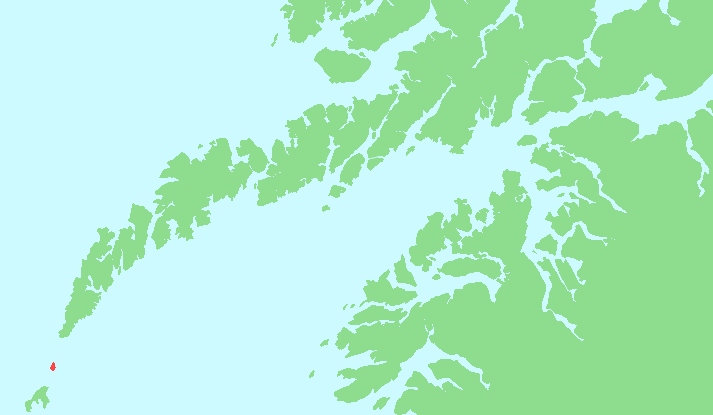
Localisation de Mosken (en rouge) dans l'archipel des Lofoten.

Mosken est située entre les îles de Værøy, au sud-ouest, et de Moskenesøya, au nord-est, dont elle est séparée par le Moskenstraum. Elle mesure 1,5 km2 mais culmine toutefois à 385 m d'altitude au Wilhelmstind.
Administrativement, Mosken fait partie de la kommune insulaire de Værøy. Elle n'est pas habitée.

## Faune
Mosken est une importante zone de reproduction pour le cormoran huppé, le guillemot, le pétrel et l'eider.